# Akabeko

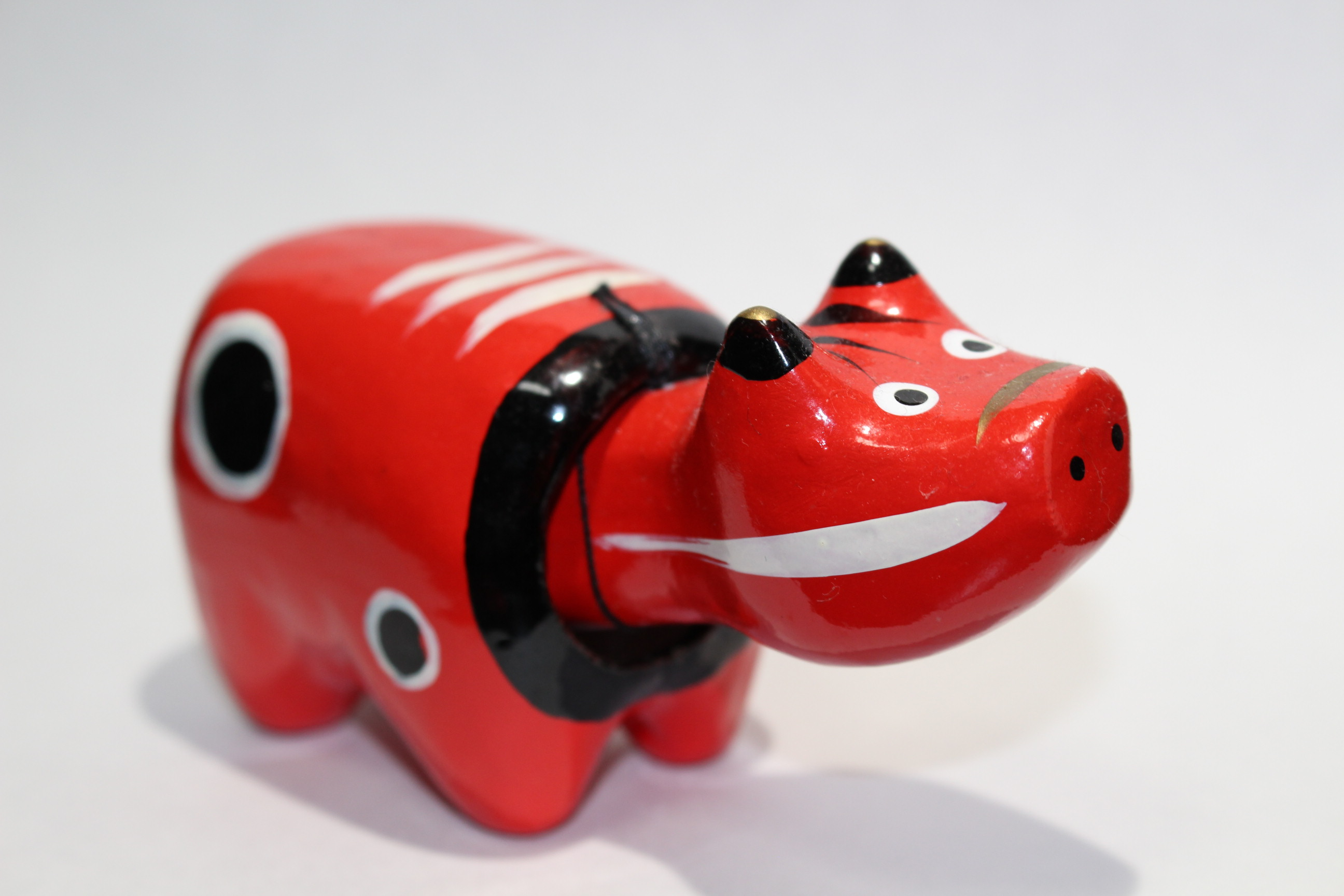
Akabeko

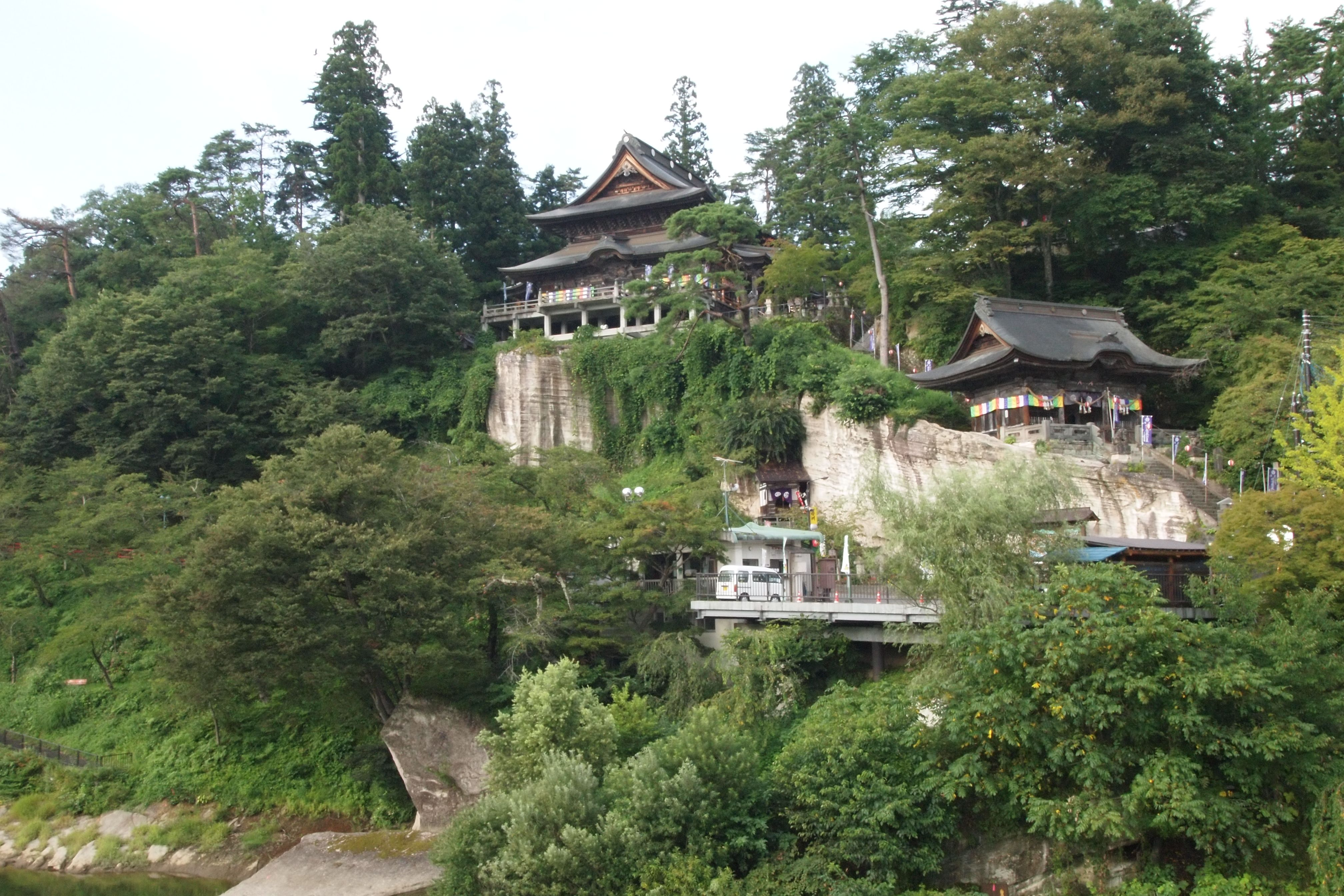
Enzō-ji

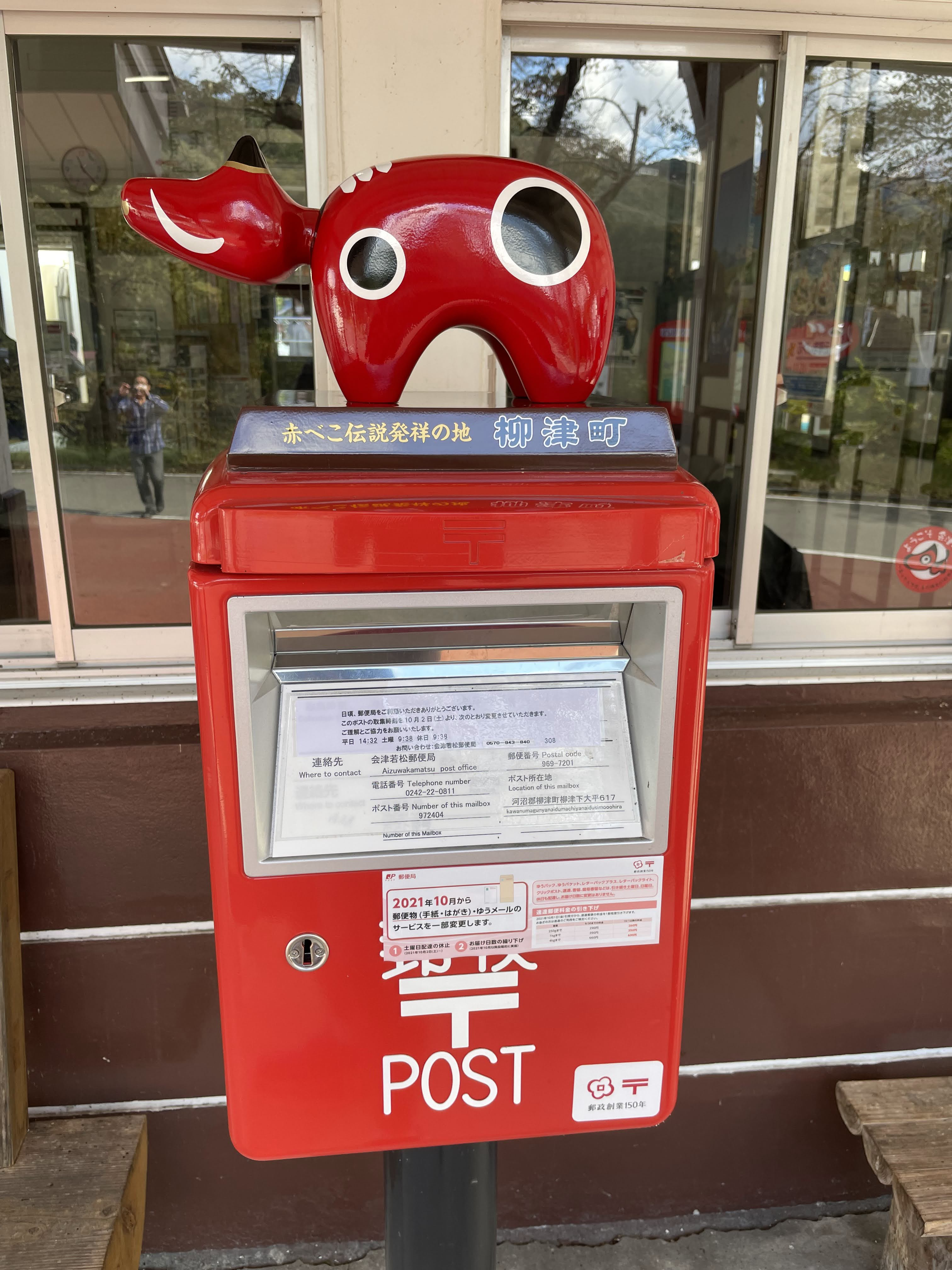
Akabeko zdobi skrzynkę pocztową na stacji kolejowej Aizu-Yanaizu

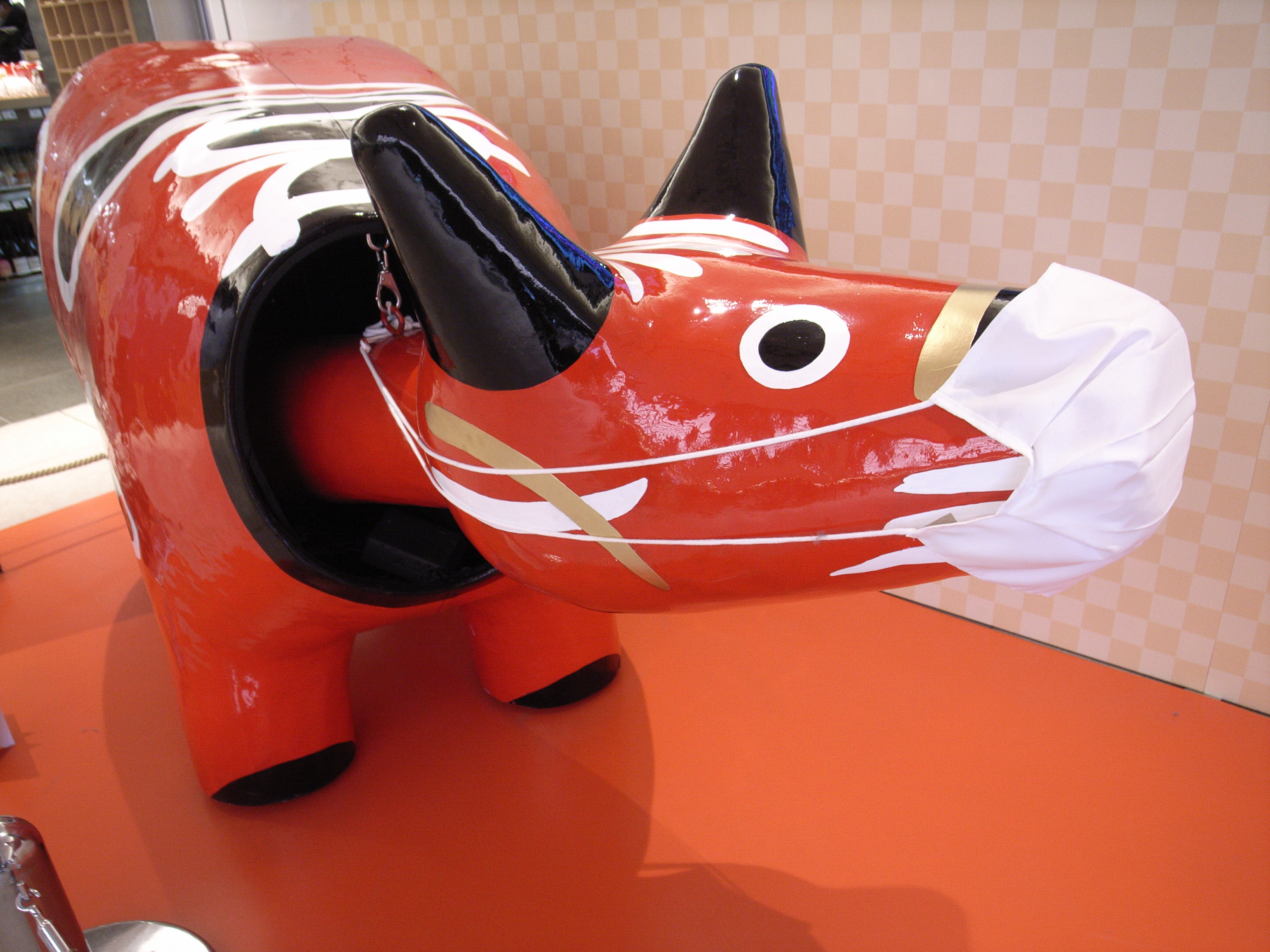
Akabeko zachęcająca do noszenia masek w czasie pandemii

Akabeko (jap. 赤べこ; „czerwona krowa” (赤 aka, „czerwień”) +‎ べこ (beko, „krowa”, w dialekcie północno-wschodniej Japonii) – czerwona figurka krowy z papier-mâché (hariko), z kiwającą się głową, rodzaj regionalnej pamiątki o-miyage, zabawki, talizmanu przeciwko ospie i złym duchom. Uważana za symbol regionu Aizu (zachodnia część prefektury Fukushima) w Japonii.

## Enzō-ji iakabeko
Świątynia buddyjska Enzō-ji znajduje się w małym miasteczku Yanaizu, niedaleko Aizu-Wakamatsu, w prefekturze Fukushima. Powstała w 807 roku i jest uważana za jedną z trzech głównych świątyń w Japonii, poświęconych Kokūzō Bosatsu, bóstwu mądrości.
W 1590 roku daimyō Ujisato Gamō (1556–1595) został panem Aizu, rządzącym z zamku Tsuru-ga-jō w Aizu-Wakamatsu. Aby pobudzić przedsiębiorczość wśród swoich niskich rangą samurajów, Gamō zaprosił twórców lalek z Kyōto, aby pomogli w zbadaniu umiejętności i technik tworzenia lalek w regionie. W rezultacie porad pojawiła się pierwsza zabawka akabeko przedstawiająca „czerwoną krowę” (lub wołu). Jej wizerunek został oparty na legendarnej czerwonej krowie z IX wieku, która pomogła zbudować Enzō-ji, ciągnąc ciężkie materiały pod górę, a po zakończeniu prac nie chciała opuścić terenu sanktuarium. Zabawka ta stała się częstym prezentem od lokalnych władców dla dygnitarzy politycznych, a miasto stało się głównym obszarem jej produkcji. W pobliżu głównego pawilonu znajdują się dwa posągi zwierzęcia, oryginalny kamienny i nowszy, metalowy. Wielu odwiedzających pociera miejsca na ich ciele tam, gdzie sami chcą poprawy. 
Figurka stała się niezwykle popularna i jest sprzedawana w dużych ilościach w regionie Aizu. Zabawka składa się z dwóch części ukształtowanych i pomalowanych tak, aby wyglądały jak czerwona krowa lub wół. Jedna część przedstawia głowę i szyję krowy, a druga jej tułów. Kiedy zabawka jest poruszana, głowa kołysze się w górę i w dół oraz na boki.
Istnieje też inna legenda, która nawiązuje do wybuchu epidemii ospy pod koniec XVI wieku. Panowało wówczas przekonanie, że zabawki akabeko chronią dzieci przed chorobą. Koła namalowane na bokach przedstawiają ślady po ospie. Uważa się również, że kolor czerwony chroni przed chorobami i jest kojarzony z dobrym zdrowiem.

## Nanokado Hadaka Mairi
Od setek lat każdego roku w dniu 7 stycznia w świątyni odbywa się Festiwal Nagich Mężczyzn (Nanokado Hadaka Mairi). Podczas tego tradycyjnego wydarzenia, które co roku przyciąga wielu turystów, miejscowi mężczyźni ubrani jedynie w przepaski biodrowe (fundoshi) rywalizują w dotkliwym zimnie, wbiegając po 113 stopniach do głównego pawilonu Enzō-ji, gdzie następnie wdrapują się po grubej linie świątynnego gongu w nadziei zapewnienia sobie szczęścia i ochrony przed chorobami w nadchodzącym roku. Według legendy, wydarzenie to upamiętnia przepędzenie smoczego boga żyjącego w rzece Tadami.